# マージマンション
『マージマンション』（英：Merge Mansion）は、Metacoreが2020年にリリースしたスマートフォン（iOS/Android）用のパズルゲームである。
日本語版はリリース当初、独自に『コンビマンション』のタイトルを使用していたが2023年5月のアップデート時に原題と合わせる形で『マージマンション』へ改題・統一された。

## 概要
フィンランドに本社を置くMetacoreが初めてリリースしたゲーム作品である。2つの同じパーツを組み合わせて新しいパーツを作り出しながらゲームの進行に必要なアイテムを揃えて行くマージパズル（Merge Puzzle）と呼ばれるジャンルのゲームで、2020年のリリースから半年余りで5400万ドルの高収益を上げ、同ジャンルの2強だった『マージドラゴン』や『エバーマージキングダム』に割って入るようになった。
2022年4月16日には、サウンドトラックの配信がSpotify他のサービスで開始された。

## ストーリー
主人公のマディー・ボールトン（Maddie Boulton）は祖母のウルスラ（Ursula）とアパートで2人暮らしをしている。ところが、町議会からかつてボールトン家が所有していた広大な屋敷の固定資産税滞納を理由として「居住実態が無いものとみなして差し押さえる」と通告を受け、先祖代々の屋敷を人手に渡す訳には行かないと奮起して屋敷のリフォームへ乗り出した。
広大な屋敷には何か重大な秘密が隠されているらしいが、ウルスラに尋ねてもはぐらかされるばかり。果たしてマディーは先祖代々の屋敷を守り抜き、秘められた謎を解き明かすことが出来るのだろうか？

## ゲームシステム
タテ9×ヨコ7のフィールド上にあるパーツを2つ重ねると新たなパーツに変化するので、その作業を繰り返しながら屋敷のリフォームに必要なアイテムを生成してゲームを進行する。アイテムが揃うと清掃や修繕によってリフォームが進み、新たなエリアが開放される。
パーツによっては合成でレベルを上げていくことにより新たなパーツを生産するものがあるので、エリア内のイベントに必要なアイテムの生産に必要なパーツの組み合わせを考えて行かなければならない。

## テレビCM
ゲームの冒頭やウェブCMではウルスラが警察に逮捕される場面から始まるが、この場面に象徴されるミステリー要素をピックアップしたテレビCMが2022年に米国で制作された。ウルスラ役には映画『ミザリー』でアカデミー主演女優賞を受賞したキャシー・ベイツが起用されている。